# Parafia Najświętszej Maryi Panny Różańcowej w Jabłówku
Parafia Najświętszej Maryi Panny Różańcowej w Jabłówku – jedna z 11 parafii dekanatu barcińskiego. Erygowana w 1974 roku.

## Dokumenty
Księgi metrykalne: 
- ochrzczonych od 1970 roku
- małżeństw od 1970 roku
- zmarłych od 1970 roku